# Sárgafejű csiröge
A sárgafejű csiröge (Xanthocephalus xanthocephalus) a madarak osztályának verébalakúak (Passeriformes) rendjébe, azon belül a csirögefélék (Icteridae) családjába tartozó Xanthocephalus nem egyetlen faja.

## Rendszerezése
A fajt Charles Lucien Jules Laurent Bonaparte francia ornitológus írta le 1826-ban, az Icterus nembe Icterus xanthocephalus néven.

## Előfordulása
Kanada és az Amerikai Egyesült Államok területén fészkel, telelni délre vonul, eljut Mexikó, a Bahama-szigetek, Barbados, Kuba, Panama, Saint-Pierre és Miquelon, Grönland és Izland területére is. A természetes élőhelye vizes területek, valamint szántóföldek és legelők. Vonuló faj.

## Megjelenése
Testhossza 22-26 centiméter, testtömege 59,3 gramm. A nemek tollazata különbözik.
|  |  |

## Természetvédelmi helyzete
Nagy az elterjedési területe, egyedszáma növekvő. A Természetvédelmi Világszövetség Vörös listáján nem fenyegetett kategóriában szerepel a faj.